# Ascanio Sobrero
Ascanio Sobrero (12. října 1812 Casale Monferrato – 26. května 1888 Turín) byl italský chemik. V roce 1847, když studoval na univerzitě v Turíně, objevil výbušninu nitroglycerin. Jeho učitelem na této univerzitě byl francouzský chemik Théophile-Jules Pelouze, který prováděl pokusy s nitrocelulózou. Jedním ze Sobrerových spolužáků byl i jeden z budoucích významných vědců – Švéd Alfred Nobel.